# QuakeNet

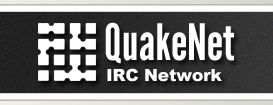
Logo QuakeNet

QuakeNet – jedna z publicznych, ogólnoświatowych sieci IRC.
Posiada 41 serwerów rozlokowane w kilku krajach europejskich i 2 w USA. Nie posiada żadnego serwera w Polsce. Codziennie korzysta z niej naraz ponad 180 tys. użytkowników, co stawia ją w gronie największych sieci IRC na świecie. W szczytowym momencie, który miał miejsce 8 lutego 2005 roku zanotowano 243,394 połączeń.
Sieć ta została założona w 1997 roku przez graczy Quake’a i Quakeworld i służy głównie do komunikacji między nimi w czasie prowadzenia gier on-line. Podobnie jak Undernet i Freenode ma możliwość rejestracji kanałów. Sieć jest oparta na swoim własnym, unikatowym protokole IRC.
QuakeNet ma wiele usług, z których niektóre to:
- S – Automatyczny bot pomocniczy i kontrolujący, drugie wydanie bota H i F,
- Q – Bot o wszystkich potrzebnych funkcjach do zarządzania kanałem.